# Мамед-Кала (станция)
Мамед-Кала́ — железнодорожная станция Северо-Кавказской железной дороги в Дагестане.
Располагается на линии Махачкала — Дербент, в поселке Мамедкала.